# Johan Jacob Georg Lund
Johan Jacob Georg Lund (født 30. november 1801 i Slagelse, død 11. januar 1884 eller 30. maj 1887 i København) var en dansk læge.

## Virke
Han var en søn af stadsfysikus Andreas Lund. Dimitteret privat til Københavns Universitet i 1820 absolverede han den medicinske eksamen 1827, var fra 1829 til 1841 distriktslæge i København, fik 1831 doktorgraden ved universitetet i Halle, var fra 1833 til 1849 teaterlæge, udnævntes 1841 til livlæge hos kronprins Frederik og blev derved 1848 kongelig livlæge. Samme år fik han professortitlen. 1853 fungerede han som koleralæge under koleraepidemien i København. Fra 1863 var Lund fungerende livlæge og rejselæge hos kong Christian IX. I en lang årrække var han medlem af direktionen for Selskabet til Druknedes Redning. Hans hustru var Augusta Charlotte Petrine født Heilmann (født 8. maj 1810 i København, død 30. maj 1887 sammesteds), datter af silke- og klædehandler August Vilhelm Heilmann og og Anne Birgitte født Klidt.

## Udmærkelser
1851 blev han etatsråd, 1863 konferensråd og 1883 gehejmekonferensråd. Lund blev 10. juni 1841 Ridder af Dannebrogordenen, Dannebrogsmand 27. december 1849, Kommandør af samme orden 17. april 1857 og slutteligt 29. september 1872 modtog han Storkorset af Dannebrog.
Han fik i sin embedsperiode også talrige høje udenlandske ordener. Han blev Ridder af 1. klasse af Nordstjerneordenen 3. juli 1847 og Kommandør af samme orden i juli 1860. Han blev Ridder af 1. klasse af Sankt Olavs Orden i september 1859, Ridder af 1. klasse af Sankt Stanislavs Orden i juni 1865 og Ridder af 2. klasse af Vasaordenen i juli 1869. Slutteligt bar han også den græske Frelserorden, hvis Ridderkors han modtog i juni 1876.